# Beziehungsstatus: kompliziert!
Beziehungsstatus: kompliziert! (Originaltitel: İlişki Durumu: Karışık) ist eine türkische romantische Dramedy-Serie, die auf der südkoreanischen Serie Full House basiert.

## Handlung
Ayşegül Dinç, eine aufstrebende aber mittellose Schriftstellerin, lebt allein in dem Haus, das sie von ihren verstorbenen Eltern geerbt hat und das von ihnen erbaut wurde. Eines Tages lassen Ayşegüls beste Freunde Ece und Efe sie in den Glauben, dass sie eine Urlaubsreise nach Griechenland gewonnen habe. Dort angekommen stellt sie fest, dass für sie kein Zimmer reserviert ist. In der Zwischenzeit verkaufen Ayşegüls Freunde ihr Haus, damit sie ihre Schulden bezahlen können. Ayşegül trifft in Griechenland auf den berühmten Schauspieler Can Tekin, welchen sie überzeugen kann, ihr Geld für ihre Rückreise zu leihen. Wieder Zuhause wird Ayşegül vor vollendete Tatsachen gestellt und erfährt, dass ihr Haus von Can erworben wurde.
Ayşegül bittet Can im Haus leben zu dürfen, und beide kommen nach einigen Auseinandersetzungen zur Übereinkunft, dass Ayşegül fortan als Haushälterin für Can arbeitet, um ihre Schulden bei ihm zu begleichen. Can beschließt nach einer Weile Ayşegül zu heiraten, um die Frau eifersüchtig zu machen, die er sein ganzes Leben lang bewundert hat. Und beide schließen einen geheimen Vertrag ab, durch den sie sich verpflichten, sich in der Öffentlichkeit sechs Monate lang als glückliches Ehepaar zu zeigen und sich im Anschluss daran scheiden zulassen. Im Gegenzug erhält Ayşegül nach der Scheidung ihr Haus zurück. Doch während dieser Zeit werden die Dinge kompliziert und der Ausgang ist ungewiss.

## Besetzung und Synchronisation
Die deutsche Synchronisation entsteht unter der Dialogregie von Benno Lehmann durch die Synchronfirma Ohmuthis Welt Synchron in Berlin.
| Rolle        | Schauspieler         | Synchronsprecher |
| ------------ | -------------------- | ---------------- |
| Ayşegül Dinç | Seren Şirince        |                  |
| Can Tekin    | Berk Oktay           |                  |
| Elif Güvener | Eda Ece              |                  |
| Murat Soykan | Pamir Pekin          | Florens Schmidt  |
| Mediha Tekin | Nurseli İdiz         |                  |
| İsmail Tekin | Sezai Altekin        | Hubert Burczek   |
| Tahsin Tekin | Alptekin Serdengeçti | Peter Wagner     |
| Efe Şengün   | Mert Türkoğlu        |                  |
| Ece Şengün   | Özlem Öçalmaz        |                  |

## Ausstrahlung
Türkei
Die Erstausstrahlung erfolgte vom 4. Juli 2015 bis zum 27. April 2016 auf dem türkischen Sender Show TV. Die vierteilige Fortsetzung İlişki Durumu: Evli wurde vom 1. Oktober 2016 bis zum 22. Oktober 2016 auf Show TV ausgestrahlt.
Deutschland
Die deutschsprachige Erstausstrahlung sollte ursprünglich auf dem Sender Zee.One erfolgen, da dieser aber Ende Mai 2020 eingestellt wurde, ist derzeit nicht bekannt, ob eine Veröffentlichung der Serie im deutschsprachigen Raum überhaupt noch stattfinden wird.